# Pannerden

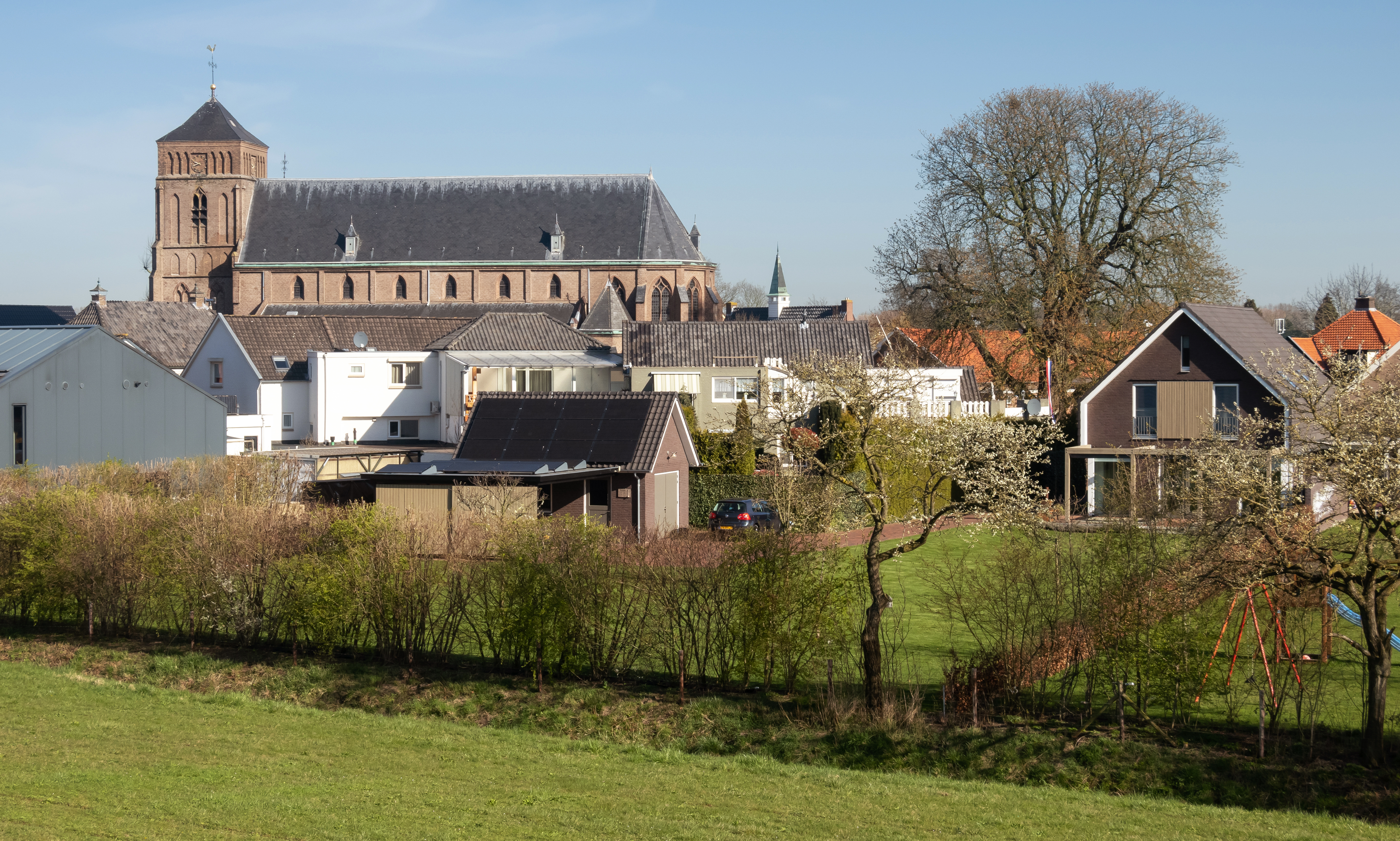
Pannerden, de Martinuskerk in dorpszicht

Pannerden (vroeger ook wel Panderen genaamd) is een dorp en voormalige gemeente in de Nederlandse provincie Gelderland. Sinds 2018 behoort het dorp tot de gemeente Zevenaar.

## Geschiedenis
Rond het jaar 1000 treffen we voor het eerst de naam Pannerden aan, dat dan een nederzettinkje is rondom een versterkt huis, waarschijnlijk de 'Heukelumshof', later ook wel bekend als het Kasteel Byland. Pannerden behoort in die tijd aan de bisschop van Luik. De eerste Heer van Pannerden is Willem Doys, die in 1275 het slot Bijland in de buurt van Pannerden bewoont. Hij kreeg het kasteel van de toenmalige eigenaar, de Hertog van Kleef, in leen. In 1284 wordt Pannerden door de Proost van Luik verkocht aan het kapittel van Emmerik en kort daarop in erfpacht uitgegeven aan Willem Doys, die ook het kasteel Scate of Byland bij Pannerden van de Graaf van Kleef in leen heeft. Zijn kleindochter Sophia trouwt met Willem, Heer van Bergh. Deze Willem wordt daarmee in 1346 heer van Pannerden, dat tot 1712 een leen van de heren van huis Bergh blijft. In 1712 gaat het door overerving over naar de familie Hohenzollern-Sigmaringen. In 1801 koopt Carel Herman van Nispen de rechten van de heerlijkheid Pannerden, tot dan in het bezit van de familie Hohenzollern-Sigmaringen.
In 1600 tijdens de reformatie, komt de Pannerdense kerk in gereformeerde handen. Slechts het koor van de kerk wordt door de gereformeerden voor de diensten gebruikt. Het kerkschip raakt in verval en op die plaats wordt vervolgens een schooltje gebouwd. In 1817 wordt Pannerden door het koninkrijk Pruisen, waartoe het tot dan behoort, overgedragen aan het Koninkrijk der Nederlanden waarbij Pannerden een zelfstandige Nederlandse gemeente wordt. Belangrijke gebeurtenissen in de twintigste eeuw zijn de overstroming van 1926 en de Tweede Wereldoorlog. Onder beide gebeurtenissen heeft Pannerden flink geleden. De plaats Pannerden was vroeger niet meer dan een eilandje waarop een paar fabrieken stonden. De werknemers kregen een huis van het bedrijf. Die huizen stonden op datzelfde eilandje (Pannerden). Door verdere bebouwing is het zo gegroeid dat het één geheel, één dorp is geworden. De Sint-Martinuskerk dateert uit 1878.

## Gemeenten
Pannerden was lange tijd een zelfstandige gemeente, die op 1 januari 1818 ontstond uit een deel van de opgeheven gemeente Herwen. Het andere deel van de gemeente Herwen ging samen met de opgeheven gemeente Lobith de gemeente Herwen en Aerdt vormen. Op 1 januari 1985 ging de gemeente Pannerden op in de nieuw gevormde gemeente Rijnwaarden. Deze gemeente besloeg 4500 hectare en bestond naast Pannerden tevens uit de dorpen Aerdt, Herwen, Tolkamer, Lobith en Spijk. Deze dorpjes liggen tussen de Rijn en de vroegere Rijnbedding, ook wel Het Gelders Eiland genoemd. De hele gemeente telde in januari 2008 11.008 inwoners, waarvan er zo'n 2500 in Pannerden woonden.
In de raadsvergadering van 27 januari 2016 ging de raad van Zevenaar akkoord met een samenvoeging van de gemeenten Zevenaar en Rijnwaarden per 1 januari 2018. Naar eigen zeggen was de huidige samenwerking voor Rijnwaarden te duur en voelde ze zich te weinig gerepresenteerd. Een gemeentelijke herindeling bleek hiervoor de beste oplossing.

## Ligging
Pannerden ligt in het Rijnstrangengebied. Dit gebied met grienden, water- en moerasvegetaties, wilgenbosjes en natte graslanden maakt deel uit van het natuurreservaat De Gelderse Poort. De Gelderse Poort omvat zowel oude rivierarmen, grienden en kolken, als uiterwaarden.
Het Fort Pannerden ligt ter hoogte van Pannerden, aan de Doornenburgse kant van het Pannerdensch Kanaal (de Nederrijn).

### Aangrenzende plaatsen
| Aangrenzende gemeenten | Aangrenzende gemeenten | Aangrenzende gemeenten | Aangrenzende gemeenten | Aangrenzende gemeenten |
| ---------------------- | ---------------------- | ---------------------- | ---------------------- | ---------------------- |
| Groessen               |                        | Zevenaar               |                        | Babberich              |
|                        |                        |                        |                        |                        |
| Doornenburg            | Aerdt                  |                        |                        |                        |
|                        |                        |                        |                        |                        |
| Gendt                  |                        | Millingen aan de Rijn  |                        | Lobith                 |

## Sportverenigingen
Pannerden had meerdere sportverenigingen, waaronder de voetbalverenigingen R.K.P.S.C., omnisportvereniging Pajodos en hengelsportvereniging De Rietvoorn Pannerden. In 2024 fuseerden RKPSC en Pajodos tot de omnisportvereniging PSC

## Geboren
- Peter Molthoff (1923-2025), politicus en verzetsstrijder
- Henk Kummeling (1961), voorzitter Kiesraad en tevens hoogleraar aan de Universiteit Utrecht
- Luciën van Riswijk (1967), burgemeester van Zevenaar
- Erwin Mulder (1989), doelman van sc Heerenveen.